# Campionato asiatico 1991 (hockey su pista)
Il Campionato asiatico di hockey su pista 1991 è stata la quarta edizione della massima competizione asiatica per le rappresentative di hockey su pista maschili maggiori e fu organizzata dalla CARS. La competizione si svolse dal 1º al 4 dicembre 1991 a Macao. 
La vittoria finale è andata alla nazionale di Macao che si è aggiudicata il torneo per la seconda volta nella sua storia.

## Formula
Il campionato asiatico 1991 vide la partecipazione di sette nazionali asiatiche. La manifestazione fu organizzata tramite un girone all'italiana con gare di sola andata; erano assegnati due punti per l'incontro vinto, un punto a testa per l'incontro pareggiato e zero la sconfitta. Al termine del torneo la squadra prima classificata venne proclamata campione d'Asia.

## Squadre partecipanti
| Squadra       | Partecipazioni precedenti al torneo |
| ------------- | ----------------------------------- |
| Cina          | 1 (1989)                            |
| Corea del Sud | 2 (1987, 1989)                      |
| Giappone      | 3 (1985, 1987, 1989)                |
| Hong Kong     | 2 (1987, 1989)                      |
| India         | 3 (1985, 1987, 1989)                |
| Macao         | 2 (1987, 1989)                      |
| Taipei cinese | 2 (1987, 1989)                      |

Nota bene: nella sezione "partecipazioni precedenti al torneo" le date in grassetto indicano la squadra che ha vinto quell'edizione del torneo

## Svolgimento del torneo

### Classifica finale
| Pos | Squadra       | Pt | G | V | N | P | GF  | GS  | DG   |
| --- | ------------- | -- | - | - | - | - | --- | --- | ---- |
| 1.  | Macao         | 12 | 6 | 6 | 0 | 0 | 137 | 32  | +105 |
| 2.  | Cina          | 10 | 6 | 5 | 0 | 1 | 70  | 22  | +48  |
| 3.  | Giappone      | 8  | 6 | 4 | 0 | 2 | 72  | 24  | +48  |
| 4.  | India         | 6  | 6 | 3 | 0 | 3 | 50  | 45  | +5   |
| 5.  | Taipei cinese | 4  | 6 | 2 | 0 | 4 | 29  | 56  | -27  |
| 6.  | Corea del Sud | 2  | 6 | 1 | 0 | 5 | 26  | 76  | -50  |
| 7.  | Hong Kong     | 0  | 6 | 0 | 0 | 6 | 5   | 131 | -126 |

### Risultati
| Data        | Ora | Gara          | Gara | Gara          |
| ----------- | --- | ------------- | ---- | ------------- |
| 1º dicembre |     | India         | 17-1 | Hong Kong     |
| 1º dicembre |     | Cina          | 17-0 | Corea del Sud |
| 1º dicembre |     | Giappone      | 8-1  | Taipei cinese |
| 2 dicembre  |     | Giappone      | 17-5 | Corea del Sud |
| 2 dicembre  |     | Cina          | 19-1 | Hong Kong     |
| 2 dicembre  |     | Macao         | 20-5 | Taipei cinese |
| 2 dicembre  |     | Corea del Sud | 9-1  | Hong Kong     |
| 2 dicembre  |     | India         | 7-0  | Taipei cinese |
| 2 dicembre  |     | Macao         | 9-7  | Giappone      |
| 3 dicembre  |     | Cina          | 15-4 | Taipei cinese |
| 3 dicembre  |     | Macao         | 43-1 | Hong Kong     |

| Data       | Ora | Gara          | Gara  | Gara          |
| ---------- | --- | ------------- | ----- | ------------- |
| 3 dicembre |     | India         | 7-3   | Corea del Sud |
| 3 dicembre |     | Cina          | 5-4   | Giappone      |
| 3 dicembre |     | Taipei cinese | 13-1  | Hong Kong     |
| 3 dicembre |     | Macao         | 25-10 | India         |
| 4 dicembre |     | Giappone      | 30-0  | Hong Kong     |
| 4 dicembre |     | Macao         | 28-5  | Corea del Sud |
| 4 dicembre |     | India         | 4-10  | Cina          |
| 4 dicembre |     | Corea del Sud | 4-6   | Taipei cinese |
| 4 dicembre |     | India         | 4-6   | Giappone      |
| 4 dicembre |     | Macao         | 12-4  | Cina          |